# Маковый чай

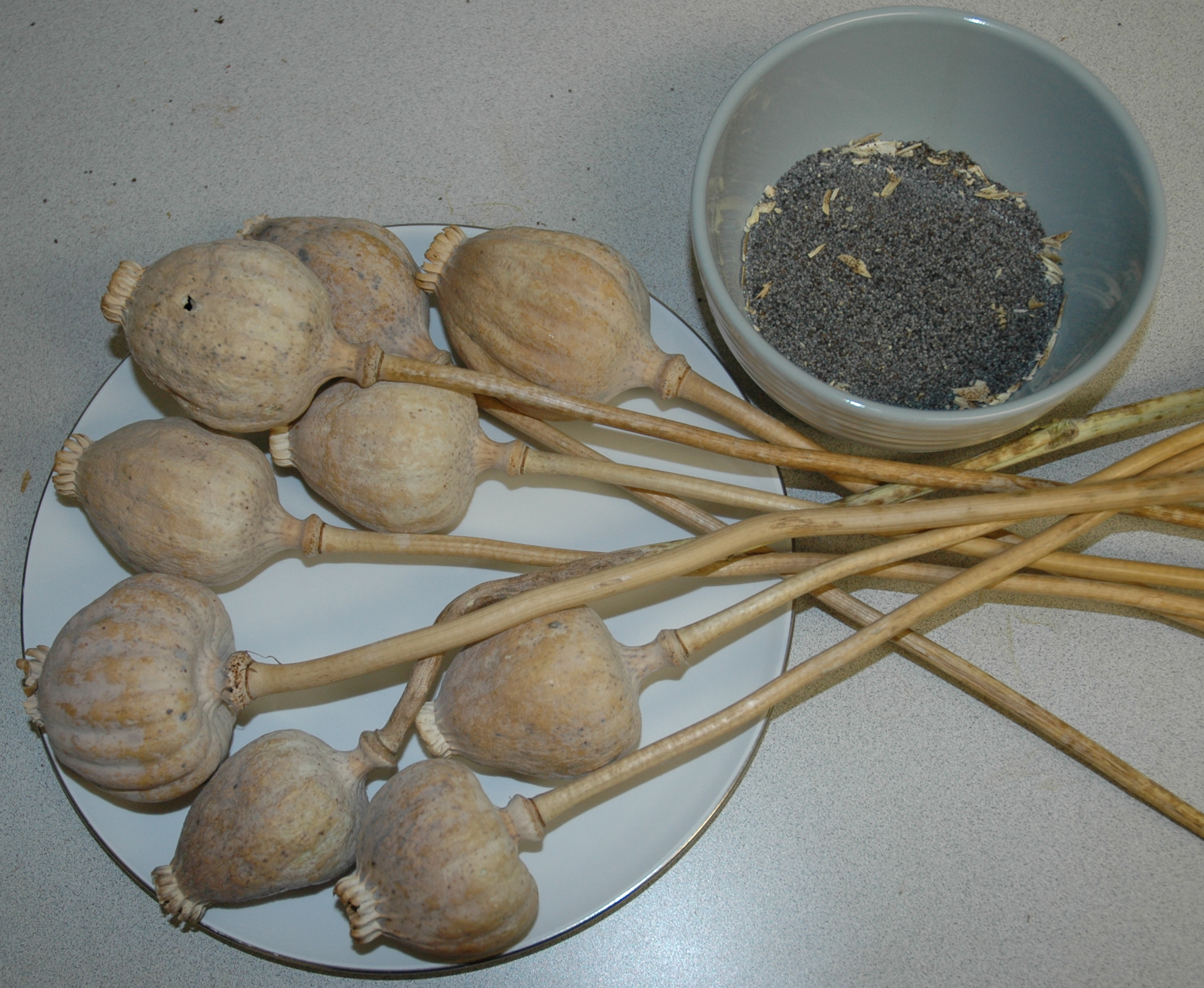
Сушёные головки и стебли мака (тарелка) и семена (пиала)

Маковый чай — это травяной напиток, представляющий собой заваренную маковую солому или маковые семена. Наиболее часто для этих целей используется опийный мак, который в качестве естественной защиты от насекомых и травоядных животных выделяет алкалоиды опия. В живом цветке опий выделяется на поверхности головки мака, т. н. семенной коробочке, при её повреждении. Для заваривания чая обычно используются сушёные коробочки, реже свежие. Стенки сушёной головки мака содержат опийные алкалоиды, главным образом морфин.
Напиток потребляется с целью достижения наркотического эффекта (опьянения), в малом количестве используется как обезболивающее, противодиарейное и транквилизирующее средство. В древности использовался в некоторых частях Центральной и Восточной Европы, Ближнем и Дальнем Востоке, а также в Центральной и Южной Центральной Азии. Упоминания о маковом чае встречаются как в азиатской, так и в западной литературе; описаны случаи употребления напитка в опиумных притонах.

## Химический состав
В маковом чаю содержится две группы алкалоидов: фенантрены (включая морфин и кодеин) и бензилизоквинолины (папаверин), из них на массовую долю морфина приходится 8-14%.
Сушёные коробочки и стебли опийного мака имеют значительно меньшее содержание тебаина и кодеина, чем обычный млечный сок (опий).
Тебаин при попадании в желудок вызывает тошноту, рвоту и миоклонус.
Другие виды мака не содержат морфина или кодеина в достаточном количестве, но могут содержать другие ненаркотические алкалоиды, такие как протопин, сангвинарин или берберин.

## Применение в медицине
В небольшом количестве применяется для животных при лечении диареи, вирусного кашля и в качестве анальгезирующего средства.

## Побочные эффекты и привыкание
Подобный эффект обусловлен тем, что морфин, будучи опиатом, действует как агонист опиоидных рецепторов, связываясь с μ-опиоидными рецепторами в ЦНС и активируя их, воздействуя также на пищеварительную систему.
Вероятность проявления побочного эффекта возрастает с увеличением дозы, проявляясь в виде сонливости, слабой боли в области живота, задержке мочи, брадикардии, тошноты или запора, летаргии.
Тошнота возникает, главным образом, из-за носкапина и чаще проявляется у людей, ранее не использовавших препараты опия, либо употребляющих их непродолжительное время.
При высокой дозе побочный эффект потенциально опасен и может привести к смерти при остановке дыхания или вдыхании рвоты.
Кроме того, частое использование приводит к росту толерантности к опиатам и последующей зависимости. Физиологическая зависимость формируется в зависимости от частоты использования, дозировки, возраста, пола, веса и состояния здоровья. Если физиологическая зависимость полностью сформирована, резкое прекращение употребления опиатов приведёт к абстиненции: симптомы включают спазмы ног и брюшной полости, мидриаз, рвоту, диарею, головную боль, бессонницу, сильнейшую тягу к наркотику, летаргию и беспокойство. Симптомы отмены обычно исчезают через 4-10 дней, но тяга и психологическая зависимость могут продолжаться дольше, в некоторых случаях до года. Методы лечения, как правило, одинаковы для любого опиоида.

## Случаи смерти
В 2003 году семнадцатилетний мальчик, который, со слов родителей, употреблял «для снижения тревоги» маковый чай из семян, пророщенных им же у себя дома, погиб в результате отёка лёгких, вызванного острой интоксикацией морфином и кодеином. 19 мая 2012 года девятнадцатилетний парень из Новой Шотландии умер после того, как заварил чай из коробочек мака, приобретённых им в Интернете.
В ноябре 2012 года ещё один подросток из Тасмании скончался после употребления чая, сваренного из маковых коробочек; мужчина 50 лет из Тасмании погиб при аналогичных обстоятельствах в феврале 2011 года.
Расследование в результате смерти  молодого человека 27 лет из Великобритании показало, что причиной смерти явилась остановка дыхания, вызванная употреблением 0,5 л макового чая. Концентрация не указывается.